# Wereldkampioenschappen BMX 2013
De wereldkampioenschappen BMX 2013 werden van  23 tot en met 28 juli georganiseerd in Auckland, Nieuw-Zeeland.

## Medailles

### Mannen
| Onderdeel        | Goud | Goud          | Zilver | Zilver         | Brons | Brons           |
| ---------------- | ---- | ------------- | ------ | -------------- | ----- | --------------- |
| BMX elite        | GBR  | Liam Phillips | NZL    | Marc Willers   | GER   | Luis Brethaueur |
| BMX junioren     | USA  | Sean Gaian    | ARG    | Gonzalo Molina | FRA   | Jéremy Rencurel |
| Tijdrit elite    | USA  | Connor Fields | FRA    | Joris Daudet   | FRA   | Sylvain André   |
| Tijdrit junioren | FRA  | Romain Mahieu | USA    | Sean Gaian     | NED   | Niek Kimmann    |

### Vrouwen
| Onderdeel        | Goud | Goud              | Zilver | Zilver          | Brons | Brons             |
| ---------------- | ---- | ----------------- | ------ | --------------- | ----- | ----------------- |
| BMX elite        | AUS  | Caroline Buchanan | AUS    | Lauren Reynolds | FRA   | Manon Valentino   |
| BMX junioren     | USA  | Felicia Stencil   | USA    | Shayona Glynn   | NZL   | Hannah Sarten     |
| Tijdrit elite    | COL  | Mariana Pajón     | USA    | Alise Post      | AUS   | Caroline Buchanan |
| Tijdrit junioren | USA  | Felicia Stencil   | AUS    | Rachel Jones    | GER   | Sarah Sailer      |

### Medaillespiegel
| Plaats | Land                | Goud | Zilver | Brons | Totaal |
| 1      | Verenigde Staten    | 4    | 3      | 0     | 7      |
| 2      | Australië           | 1    | 2      | 1     | 4      |
| 3      | Frankrijk           | 1    | 1      | 3     | 5      |
| 4      | Colombia            | 1    | 0      | 0     | 1      |
| 4      | Verenigd Koninkrijk | 1    | 0      | 0     | 1      |
| 6      | Nieuw-Zeeland       | 0    | 1      | 1     | 2      |
| 7      | Argentinië          | 0    | 1      | 0     | 1      |
| 8      | Duitsland           | 0    | 0      | 2     | 2      |
| 9      | Nederland           | 0    | 0      | 1     | 1      |
| Totaal | Totaal              | 8    | 8      | 8     | 24     |

1996 ·
1997 ·
1998 ·
1999 ·
2000 ·
2001 ·
2002 ·
2003 ·
2004 ·
2005 ·
2006 ·
2007 ·
2008 ·
2009 ·
2010 ·
2011 ·
2012 ·
2013 ·
2014 ·
2015 ·
2016 ·
2017 ·
2018 ·
2019 ·
2021 ·
2022 ·
2023